# Callosciurus baluensis
Callosciurus baluensis е вид гризач от семейство Катерицови (Sciuridae). Видът не е застрашен от изчезване.

## Разпространение
Разпространен е в Малайзия (Сабах и Саравак).

## Описание
На дължина достигат до 20,4 cm, а теглото им е около 323,9 g.
Популацията на вида е стабилна.